# Pływanie na Mistrzostwach Świata w Pływaniu 2015 – sztafeta mieszana 4 × 100 m stylem zmiennym
Sztafeta mieszana 4 × 100 m stylem zmiennym – jedna z konkurencji rozgrywanych podczas Mistrzostw Świata w Pływaniu 2015. Zarówno eliminacje jak i finał odbyły się 5 sierpnia.
W tej debiutującej na mistrzostwach świata konkurencji wzięło udział 125 pływaków z 28 krajów.
Mistrzami świata zostali Brytyjczycy. Srebro zdobyli reprezentanci Stanów Zjednoczonych. Brąz wywalczyli Niemcy.

## Rekordy
Przed zawodami rekordy świata i mistrzostw wyglądały następująco:
| Rekord                   | Reprezentacja                                                                                               | Czas    | Miejsce | Data          |
| ------------------------ | --- | ------- | ------- | ------------- |
| Rekord świata            | Australia · Ashley Delaney (54,67) · Daniel Tranter (1:01,48) · Alicia Coutts (57,40) · Emma McKeon (52,97) | 3:46,52 | Perth   | 1 lutego 2014 |
| Rekord mistrzostw świata | nowa konkurencja                                                                                            | -       | -       | -             |

W trakcie zawodów ustanowiono następujące rekordy:
| Data       | Etap konkurencji      | Reprezentacja | Czas    | Rekord |
| ---------- | --------------------- | --- | ------- | ------ |
| 5 sierpnia | wyścig eliminacyjny 2 | Rosja · Darja Ustinowa (59,89) · Kiriłł Prigoda (59,99) · Daniił Pachomow (51,52) · Wieronika Popowa (54,47)                | 3:45,87 | , CR   |
| 5 sierpnia | wyścig eliminacyjny 3 | Stany Zjednoczone · Ryan Murphy (52,18) · Kevin Cordes (58,33) · Kendyl Stewart (57,78) · Lia Neal (54,04)                  | 3:42,33 | , CR   |
| 5 sierpnia | finał                 | Wielka Brytania · Chris Walker-Hebborn (52,94) · Adam Peaty (57,98) · Siobhan-Marie O’Connor (57,02) · Fran Halsall (53,77) | 3:41,71 | , CR   |

Legenda: CR – rekord mistrzostw świata

## Wyniki

### Eliminacje
Eliminacje odbyły się o 10:49.
| Miejsce | Wyścig | Tor | Państwo           | Zawodnik / Zawodniczka                                                                                             | Czas      | Uwagi   |
| ------- | ------ | --- | ----------------- | --- | --------- | ------- |
| 1.      | 3      | 2   | Stany Zjednoczone | Ryan Murphy (52,18) Kevin Cordes (58,33) Kendyl Stewart (57,78) Lia Neal (54,04)                                   | 3:42,33   | Q, , CR |
| 2.      | 3      | 0   | Wielka Brytania   | Chris Walker-Hebborn (53,40) Ross Murdoch (59,14) Rachael Kelly (58,02) Fran Halsall (53,83)                       | 3:44,39   | Q       |
| 3.      | 4      | 3   | Niemcy            | Jan-Philip Glania (53,89) Hendrik Feldwehr (59,22) Alexandra Wenk (57,88) Annika Bruhn (54,40)                     | 3:45,39   | Q,      |
| 4.      | 2      | 4   | Rosja             | Darja Ustinowa (59,89) Kiriłł Prigoda (59,99) Daniił Pachomow (51,52) Wieronika Popowa (54,47)                     | 3:45,87   | Q       |
| 5.      | 3      | 7   | Włochy            | Simone Sabbioni (53,46) Arianna Castiglioni (1:07,13) Matteo Rivolta (51,29) Erika Ferraioli (54,15)               | 3:46,03   | Q,      |
| 6.      | 1      | 6   | Chiny             | Xu Jiayu (53,44) Li Xiang (1:01,38) Chen Xinyi (58,51) Zhu Menghui (54,15)                                         | 3:47,48   | Q,      |
| 7.      | 3      | 1   | Węgry             | Gábor Balog (54,03) Dávid Horváth (1:01,66) Evelyn Verrasztó (59,19) Zsuzsanna Jakabos (54,62)                     | 3:49,50   | Q       |
| 8.      | 4      | 9   | Kanada            | Russell Wood (54,76) Rachel Nicol (1:07,60) Noemie Thomas (57,96) Karl Krug (49,28)                                | 3:49,60   | Q       |
| 9.      | 4      | 4   | Brazylia          | Daynara de Paula (1:02,58) Felipe Lima (1:00,86) Daiene Dias (1:00,17) João de Lucca (49,84)                       | 3:53,45   |         |
| 10.     | 3      | 5   | Szwajcaria        | Nils Liess (56,01) Martin Schweizer (1:01,81) Danielle Villars (59,47) Megan Connor (56,27)                        | 3:53,56   |         |
| 11.     | 1      | 4   | Finlandia         | Mimosa Jallow (1:01,48) Sami Aaltomaa (1:01,64) Emilia Pikkarainen (59,79) Ari-Pekka Liukkonen (52,46)             | 3:55,37   |         |
| 12.     | 4      | 7   | Kolumbia          | Omar Pinzón (57,42) Jorge Murillo (1:01,57) Jessica Camposano (1:00,84) Isabella Arcila (55,59)                    | 3:55,42   |         |
| 13.     | 4      | 6   | Singapur          | Quah Zheng Wen (54,63) Ho Ru'En Roanne (1:11,98) Quah Ting Wen (59,80) Yeo Kai Quan (51,10)                        | 3:57,51   |         |
| 14.     | 2      | 8   | Meksyk            | Lourdes Villaseñor (1:04,70) Daniela Carrillo (1:10,01) Daniel Ramirez Carranza (55,15) Alejandro Escudero (50,95) | 4:00,81   |         |
| 15.     | 1      | 3   | Tajlandia         | Kasipat Chograthin (59,13) Radomyos Matjiur (1:04,03) Sutasinee Pankaew (1:03,60) Jenjira Srisa-Ard (1:00,43)      | 4:07,19   |         |
| 16.     | 2      | 3   | Azerbejdżan       | Boris Kirillov (58,16) Anton Zheltyakov (1:02,95) Alsu Bayramova (1:06,50) Fatima Alkaramova (1:00,32)             | 4:07,93   |         |
| 17.     | 2      | 0   | Kostaryka         | Mario Montoya (1:01,81) Esteban Araya (1:07,64) Marie Laura Meza (1:01,11) Helena Moreno (1:00,19)                 | 4:10,75   |         |
| 18.     | 2      | 9   | Boliwia           | Andrew Rutherfurd (59,14) José Quintanilla (1:08,95) Karen Torrez (1:02,83) María José Ribera (1:01,57)            | 4:12,49   |         |
| 19.     | 2      | 2   | Papua-Nowa Gwinea | Ryan Pini (56,38) Tegan McCarthy (1:17,87) Sam Seghers (56,07) Barbara Vali-Skelton (1:03,58)                      | 4:13,90   |         |
| 20.     | 3      | 6   | Zambia            | Jade Howard (1:08,07) Alex Axiotis (1:07,06) Ralph Goveia (56,41) Tilka Paljk (1:02,86)                            | 4:14,40   |         |
| 21.     | 4      | 0   | Makau             | Ngou Pok Man (59,43) Lei On Kei (1:14,85) Chao Man Hou (1:00,80) Long Chi Wai (1:00,94)                            | 4,16,02   |         |
| 22.     | 2      | 5   | Sri Lanka         | Kimiko Raheem (1:05,47) Machiko Raheem (1:24,19) Matthew Abeysinghe (56,34) Cherantha de Silva (53,24)             | 4:19,24   |         |
| 23.     | 3      | 8   | Jordania          | Mohammed Bedour (1:04,16) Lydia Musleh (1:18,81) Khader Baqlah (57,68) Talita Baqlah (59,06)                       | 4:19,71   |         |
| 24.     | 3      | 9   | Dominikana        | Arianna Sanna (1:10,71) Jean Luis Gómez (1:10,40) Dorian McMenemy (1:06,93) Jhonny Peréz (51,75)                   | 4:19,79   |         |
| 25.     | 4      | 1   | Kenia             | Talisa Lanoe (1:09,32) Issa Mohamed (1:13,15) Emily Muteti (1:05,72) Hamdan Bayusuf (55,80)                        | 4:23,99   |         |
| 26.     | 4      | 5   | Mongolia          | Enkhkhuslen Batbayar (1:13,20) Delgerkhuu Myagmar (1:14,17) Batsaikhan Dulguun (59,05) Yesui Bayar (1:08,04)       | 4:34,46   |         |
| 27. !   | 1      | 2   | Albania           | | 9:99,99 ! | DNS     |
| 27. !   | 1      | 5   | Filipiny          | | 9:99,99 ! | DNS     |
| 27. !   | 2      | 1   | Surinam           | | 9:99,99 ! | DNS     |
| 27. !   | 2      | 6   | Egipt             | | 9:99,99 ! | DNS     |
| 27. !   | 3      | 3   | Japonia           | | 9:99,99 ! | DNS     |
| 27. !   | 4      | 2   | Argentyna         | | 9:99,99 ! | DNS     |
| 27. !   | 4      | 8   | Mozambik          | | 9:99,99 ! | DNS     |
| 27. !   | 2      | 7   | Turcja            | Ekaterina Avramova (1:02,97) Viktoriya Zeynep Gunes (DSQ) Kaan Türker Ayar Kemal Arda Gürdal                       | 9:99,99 ! | DSQ     |
| 27. !   | 3      | 4   | Francja           | Benjamin Stasiulis (54,43) Giacomo Perez d’Ortona (59,55) Marie Wattel (58,62) Anna Santamans (DSQ)                | 9:99,99 ! | DSQ     |

Legenda: CR – rekord mistrzostw świata

### Finał
Finał odbył się o 19:19.
| Miejsce | Tor | Państwo           | Zawodnik / Zawodniczka                                                                                    | Czas    | Uwagi |
| ------- | --- | ----------------- | --- | ------- | ----- |
| 1. !    | 5   | Wielka Brytania   | Chris Walker-Hebborn (52,94) Adam Peaty (57,98) Siobhan-Marie O’Connor (57,02) Fran Halsall (53,77)       | 3:41,71 | , CR  |
| 2. !    | 4   | Stany Zjednoczone | Ryan Murphy (53,31) Kevin Cordes (58,63) Katie McLaughlin (57,56) Margo Geer (53,77)                      | 3:43,27 |       |
| 3. !    | 3   | Niemcy            | Jan-Philip Glania (53,52) Hendrik Feldwehr (59,16) Alexandra Wenk (57,21) Annika Bruhn (54,24)            | 3:44,13 | NR    |
| 4.      | 7   | Chiny             | Xu Jiayu (52,74) Li Xiang (1:00,47) Lu Ying (57,39) Zhu Menghui (54,05)                                   | 3:44,65 | AS    |
| 5.      | 6   | Rosja             | Anastasija Fiesikowa (1:00,48) Julija Jefimowa (1:05,46) Daniił Pachomow (51,60) Władimir Morozow (47,29) | 3:44,83 |       |
| 6.      | 2   | Włochy            | Simone Sabbioni (53,68) Arianna Castiglioni (1:06,44) Piero Codia (51,59) Silvia Di Pietro (53,88)        | 3:45,59 | NR    |
| 7.      | 8   | Kanada            | Russell Wood (54,51) Richard Funk (59,69) Katerine Savard (57,83) Sandrine Mainville (54,20)              | 3:46,23 |       |
| 8.      | 1   | Węgry             | Gábor Balog (54,32) Dávid Horváth (1:01,80) Evelyn Verrasztó (59,46) Zsuzsanna Jakabos (54,48)            | 3:50,06 |       |

Legenda: CR – rekord mistrzostw świata